# 1992 OT9
1992 OT9 är en asteroid i huvudbältet som upptäcktes den 28 juli 1992 av den belgiske astronomen Henri Debehogne och den spanske astronomen Álvaro López-García vid La Silla-observatoriet.
Den har en diameter på ungefär 6 kilometer.